# 19 Draconis
19 Draconis (19 Dra / HD 153597 / HR 6315) es una estrella en la constelación del Dragón de magnitud aparente +4,88. Se encuentra a 49 años luz de distancia del sistema solar.
19 Draconis es una estrella blanco-amarilla de la secuencia principal de tipo espectral F6V.
Al igual que el Sol, su energía proviene de la fusión de hidrógeno en helio, pero es más caliente y luminosa que este.
Con una temperatura efectiva de aproximadamente 6300 K, su luminosidad es más del doble de la luminosidad solar.
Tiene una metalicidad —abundancia relativa de elementos más pesados que el helio— inferior a la del Sol; diversos estudios señalan una metalicidad entre el 60% y el 83% de la que tiene el Sol.
Este empobrecimiento es más acusado en elementos como magnesio y cobre.
El radio de 19 Draconis es un 10% más grande que el de nuestra estrella y su masa es un 20% mayor que la masa solar.
Es una estrella más joven que el Sol. Si bien no hay consenso sobre su edad, esta se cifra entre 1380 y 3700 millones de años.
19 Draconis es una binaria espectroscópica —que no ha podido ser resuelta por interferometría de moteado— con un período orbital de 52,11 días.
Además, es posible que sea una variable del tipo Delta Scuti, si bien este aspecto no ha sido confirmado.